# アート・アンド・ランゲージ

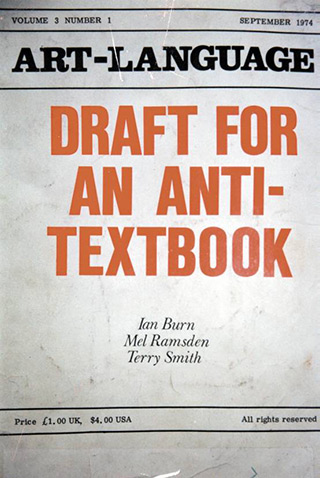
作品名"Art-Language: The Journal of Conceptual Art" 1974年

アート・アンド・ランゲージ（英語: Art & Language）は、イギリスのコンセプチュアル・アーティストたちのグループ。

## 解説
1966年から共同作業をしていたテリー・アトキンソン、デイビッド・ペインブリッジ、マイケル・ボールドウィン及びハロルド・ハレルによって、1968年、コヴェントリーで結成。1969年から、不定期に機関誌『アート＝ランゲージ』を発行。1970年、アメリカ人のジョセフ・コスースが参加、ジョセフ・コスースは同誌のアメリカ担当編集者になった。このころ、ほかにも多くの参加者を集めた。
芸術の理論化の過程を芸術行為そのものに転化し、議論家集団とも揶揄される。モダニズムや、芸術・社会・美術市場の結合について活発に論じた。1970年代後半には事実上解散したが、ボールドウィンは残った2人とともにグループの継承者を主張。アトキンソンとコスースはこれに反対、1997年、「アート・アンド・ランゲージ2」を結成した。